# Ajma Hog
Ajma Hog (10. jul 1882 – 19. avgust 1975), poznata i kao „Prva dama Teksasa“, bila je jedna od najznačajnijih društvenih figura 20. veka, filantrop i borac za ljudska prava. Ajma je bila entuzijastičan kolekcionar autentičnih američkih umetničkih dela, a u svom domu je imala brojne Pikasove, Matisove i Kleove slike, mnoge od kojih je poklonila Hjustonskom muzeju lepih umetnosti. Ajma je takođe imala udela u osnivanju Kenedi centra, očuvanju američkog kulturnog nasleđa i osnivanju instituta za borbu protiv mentalnih oboljenja.

## Legenda o imenu
Ajma je rođena 1882. godine u porodici Hog, od oca Džejmsa Hoga, tadašnjeg advokata i budućeg guvernera Teksasa i majke Sare An Stinson. Ime je dobila po junakinji iz epske pesme o Građanskom ratu u Americi, koju je napisao njen ujak Tomas Hog. Junakinja ove pesme, Imodžen Ajma je vodila računa o ranjenom vojniku u toku rata. Kada je saznao za to, njen ujak je pokušao da preči Džejmsa Hoga u njegovoj nameri, ali je zakasnio na krštenje i odluka je već bila doneta. Mnogi savremenici njenog oca su verovali da ju je tako nazvao, jer se u to vreme kandidovao za guvernera, pa je želeo da pridobije glasače ovakvim činom patriotizma. Ipak, na osnovu njegovih pismenih prepiski sa rođacima se može zaključiti da Džim Hog verovatno nije ni bio svestan uticaja koji je njegova odluka imala. Po drugoj urbanoj legendi, Ajma je imala i sestru bliznakinju, koja se zvala Jura – uporna priča koju je morala da opovrgava čitavog života. Ajma nije volela svoje ime i namerno se neuredno potpisivala ili samo navodila prvi inicijal. Tek pred sam kraj života je počela da se predstavlja kao Imodžen Hog.

## Detinjstvo i mladost
Ajma Hog je rođena u Minioli u Teksasu 1882, kao drugo od četvoro dece u porodici Hog. Imala je tri brata, Vilijama Kliforda, Majkla i Tomasa Elišu Hoga. Potiče iz porodice koja se dugi niz godina isticala u poslovima od državnog značaja. Ajmin pradeda, Tomas Hog radio je u zakonodavstvu Alabame, Džordžije i Misisipija, deda, Džozef Luis Hog, bio je jedan od autora Ustava savezne republike Teksas, dok je njen otac, Džejms Stiven Hog bio je mirovni sudija u sedmom distriktu u Teksasu
, a zatim je postao i guverner.
Ajma je bila jedino žensko dete u porodici Hog, koja je bila poznata i po živahnoj deci, koja su posebno uživala u spuštanju niz gelendere na imanju gde su živeli kada je Džim Hog postao guverner Teksasa. Kada je Tomas posekao bradu, roditelji su im zabranili da se tako igraju. Odrastanje sa tri brata je uticalo na Ajminu ličnost i obično se žustro suprotstavljala majčinim pokušajima da je poduči damskom ponašanju i veštinama poput šivenja, veza i stranih jezika. Ajma se dobro slagala sa ocem, koji ju je opisivao kao „sunce njegovog života“, a posebno su se zbližili nakon smrti Ajmine majke 1895 od tuberkuloze. Nakon što se i Ajmin brat, Tomas razboleo od iste bolesti, poodica se preselila u Ostin, zajedno sa Džimovom sestrom Martom Frensis Dejvis, koja je Ajmi predložila da se nikad ne udaje, da ne bi prenela bolest na svoju decu.
Džim Hog je uplovio u preduzetničke vode u Ostinu, što je omogućilo njegovoj deci da studiraju na prestužnim univerzitetima u Sjedinjenim Američkim Državama i svetu. Ajma je upisala studije na Univerzitetu u Teksasu, 1899, gde se interesovala za nemački, staroengleski i psihologiju. Ajma, koja je svirala klavir od svoje treće godine se kasnije upisala na Nacionalni muzički konzervatorijum u Njujorku, ali ju je 1905. godine očeva bolest primorala da se vrati u Teksas. Nakon njegove smrti, 1906, nastavila je muzičke studije u Berlinu i Beču, nakon čega je u Hjustonu počela da daje privatne časove. Zajedno sa probranom nekolicinom, osnovala je Hjustonski simfonijski orkestar i sa njima organizovala prvi koncert u junu 1913. Uskoro je postala i potpredsednik Hjustonskog simfonijskog udruženja, a 1917. na zahtev svih članova i predsednica. Ipak, 1918. se ozbiljno razbolela i preselila u Filadelfiju gde je primala terapiju i posećivala specijalistu za psihičke poremećaje.
U međuvremenu, Džimova ulaganja u naftnu industriju su se isplatila kada je na porodičnom imanju u Zapadnom Teksasu otkriven naftni čvor, a Džim koji nije za života stekao bogatstvo je omogućio svojoj deci da žive u raskoši. Ajma se, poput svojih predaka, posvetila društveno-korisnom radu i do 1920. je već postala poznata po svojim dobrotvornim projektima. Takođe se zalagala za to da obrazovanje i rad u obrazovnim institucijama budu dostupni ženama. Bila je jedna od prvih žena članica Teksaške akademije, udruženja koje se zalagalo za unapređivanje i obogaćivanje svih sfera znanja i istraživanja , kao i prva predsednica Filozofskog udruženja Teksasa.

## Filantropske aktivnosti
Zahvaljujući novostečenom porodičnom bogatstvu, Ajma Hog je počela aktivno da radi na popravljanju životnog standarda u svom okruženju. Poučena sopstvenim iskustvom, 1929. je osnovala Dečije savetovalište u Hjustonu, sa ciljem da deci oboleloj od mentalnih i psihičkih bolesti pruži neophodne uslove za oporavak, a njihovim porodicama podršku u suočavanju sa problemom. Ajma je rano iskazala interesovanje za psihologiju i često je sa ocem, koji je tada postao guverner, putovala po zemlji i posećivala državne zdravstvene institucije i bolnice za mentalno obolele. Nakon težeg oblika depresije i oporavka u Filadelfiji, Ajma se posvetila dubljem proučavanju psihologije i branila, tada revolucionarno stanovište da je uz odgovarajuću terapiju moguće izlečiti gotovo sve vidove mentalnih bolesti. Kada je njen brat, Vilijam Hog preminuo od napada žuči, Ajma je nasledila 2,5 miliona dolara, uz poslednju želju da se deo tog novca iskoristi za dobrobit građana Teksasa. Ajma i Majkl su od dobijenog novca zajedno osnovali Fondaciju za mentalno zdravlje Hog, kao deo Univerziteta u Teksasu. Fondacija je nastojala da uspostavi i održi standarde mentalne higijene u Teksasu kao i da pruži pomoć i podršku obolelima od istih. U drugom svetskom ratu, fondacija je istraživala metode koje bi oslobodile psihički nestabilne osobe od služenja vojske, a nakon rata su otvorili i psihološko savetovalište za one koji su pretrpeli užase na bojištu. Fondacija i sada daje godišnje stipendije studentima koji pohađaju master kurs u oblasti socijalnog rada.

## Umetnost i kolekcionarstvo
Ajma Hog i njena braća su odrasli u domu okruženi muzikom i umetničkim delima, te su i sami postali pasionirani kolekcionari. Ajma je posedovala veliku kolekciju umetnina od indijanskih figurica do Pikasa, Šagala i Matisa. Osim slikarstva, Ajma se posebno interesovala i za nameštaj i bila je jedna od retkih građana SADa koja je detaljno istraživala tržište. Za razliku od većine svojih savremenika i sugrađana, Ajma je naglašavala vrednost američkih antikviteta spram onih napravljenih na evropskom tlu. Sa ciljem da pokaže svoju široku kolekciju sugrađanima, Ajma je u dogovoru sa arhitektom Džonom Staubom kupila veliko imanje sa vilom koju je restaurirala i nazvala Baji Bend (1929). Time je osnovano novo elitno naselje River Ouks, a Teksaška istorijska komisija je Baji Bend uvrstila u mesto od nacionalnog značaja. Ajma je sakupljala i opremila kuću američkim nameštajem, sa jedinim izuzetkom u vidu trpezarijskog stola koji je proizveden u Engleskoj, ali je za Hogove nosio emocionalnu vrednost.
Nakon okončane restauracije, 1939. godine, Ajma i Majkl su poklonili 53 slike Muzeju lepih umetnosti u Hjustonu. Nakon Majklove smrti (1941), Ajma je muzeju poklonila i čitavu kolekciju Frederika Remingtona, jednog od najznčajnijih umetnika koji su se specijalizovali u prikazivanju američkog Zapada. Ajma je dobila brojne nagrade za svoje zalaganje za očuvanje umetničkih dela nastalih u Americi, a 1960. je na zahtev Dvajta D. Ajzenhauera, tadašnjeg predsednika SADa predsedavala komitetom za osnivanje nacionalnog kulturnog centra, danas poznatog kao Kenedi centar. Na zahtev Džeklin Kenedi, Ajma Hog je postala savetnica tima za pronalaženje autentičnog američkog nameštaja za Belu kuću.
Ajma se 1965, godine iselila iz svog umetnički opremljenog doma, koji je nakon toga pretvoren u muzej i otvoren za posetioce. U međuvremenu je restaurirala porodični dom u Kvitmanu i opremila ga predmetima pronađenim na teritoriji okruga Vud, u Teksasu, a građani su ga, u njenu čast nazvali Muzej Ajme Hog. Takođe je 1963. godine, kupila i imanje Raund Top, gde je nameravala da prenese sve antikvitet iz Baji Benda, ali je odustala od te ideje, jer je bila nepraktična. Umesto toga, tamo se preselila 1965, i odatle nadgledala restauraciju Vajndel krčme, u kojoj se i dan danas održava manifestacija Šekspir u Vajndelu.

## Priznanja i zaostavština
Prva dama Teksasa je dobila mnoge nagrade za svoje zalaganje za očuvanje američke istorije i umetničkih dela. Nacionalno udruženje za očuvanje kulturnog nasleđa joj je dodelilo status počasnog člana na proslavi dvadesetogodišnjice postojanja. Takođe je dobila i najprestižnije priznanje teksaškog univerziteta, Nagradu Sv Rite, za izuzetan doprinos obrazovanju i školskom sistemu. Konačno, Sautvestern Univerzitet za lepe umetnosti joj je dodelio počasni doktorat.
Hjustonska simfonija je u njenu čast pokrenula inicijativu davanja stipendija mladim muzičarimai održavanja godišnjeg nadmetanja između mladih umetnika koji sviraju u orkestru ili na klaviru. Centar za američku istoriju takođe daje nagradu Hog na godišnjem nivou za doprinose na polju istorije.

## Literatura
Bernhard, Virginia [1984]. Ima Hogg: The Governor's Daughter  (2nd изд.). 1996. ISBN 978-1-881089-91-9. Недостаје или је празан параметар |title= (помоћ). Austin, Texas.  OCLC 44401182.
1. ↑  name=bernhard17>Bernhard 1984, стр. 17
2. ↑  name=bernhard18
3. 1 2  „Tale Of Ura Hogg Has A Life Of Its Own - tribunedigital-chicagotribune[[Категорија:Ботовски наслови]]”. Архивирано из оригинала 25. 11. 2017. г. Приступљено 28. 11. 2017. Сукоб URL—викивеза (помоћ)
4. ↑  Bernhard 1984, стр. 19
5. ↑  name=bernhard17
6. ↑  name=bernhard20>Bernhard 1994, стр. 20
7. ↑  name=bernhard25
8. 1 2 3 4 5 6  HOGG, IMA | The Handbook of Texas Online| Texas State Historical Association (TSHA)
9. ↑  Bernhard 1984, стр. 29
10. ↑  Ima Hogg: The Governor's Daughter | TSHA Press | Texas State Historical Association (TSHA)
11. ↑  name=bernhard130
12. ↑  name=bernhard129
13. ↑  Bernhard 1984, стр. 59
14. ↑  name="Kelley"
15. ↑  name=bernhard104
16. ↑  Ima Hogg | Humanities Texas
17. ↑  „The Santa Rita Award”. Архивирано из оригинала 12. 5. 2008. г. Приступљено 28. 11. 2017.
18. ↑  Bernhard 1984, стр. 130
19. ↑  name=bernhard92>Bernhard 1984, стр. 92
20. ↑  „Houston Symphony Ima Hogg Young Artist Competition”. Houston Symphony. Архивирано из оригинала 10. 8. 2013. г. Приступљено 4. 7. 2013.